# 漢拏山
33°22′0″N 126°32′0″E / 33.36667°N 126.53333°E
漢拏山（韩语：／ Hallasan */?），又作漢拿山，是一座位於韓國濟州島中部漢拏山國立公園的休火山，海拔1947.06公尺（6,387.9英尺），超過韓國本土最高峰智異山（지리산，海拔1915公尺）與第二高峰雪嶽山（설악산，海拔1708公尺），為濟州島、韓國第一高峰，朝鮮半島的第二高峰（半島最高峰是中朝交界处的长白山）。
據記載，漢拏山最後一次火山爆發為1007年。
漢拏山是韓國為數不多的火山，周圍有360座寄生火山。並形成長達14公里的熔岩隧道。2007年被列為世界自然遺產。

## 图片

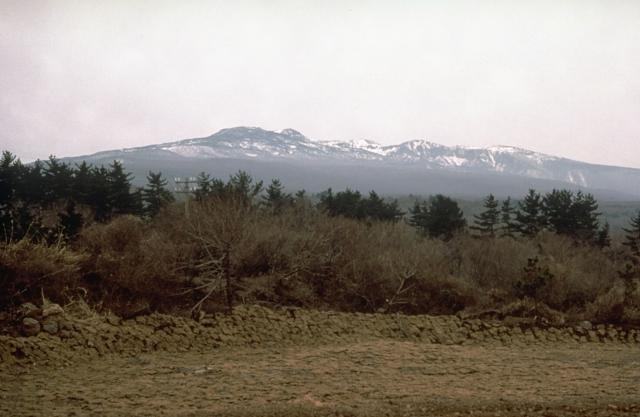
漢拏山冬景
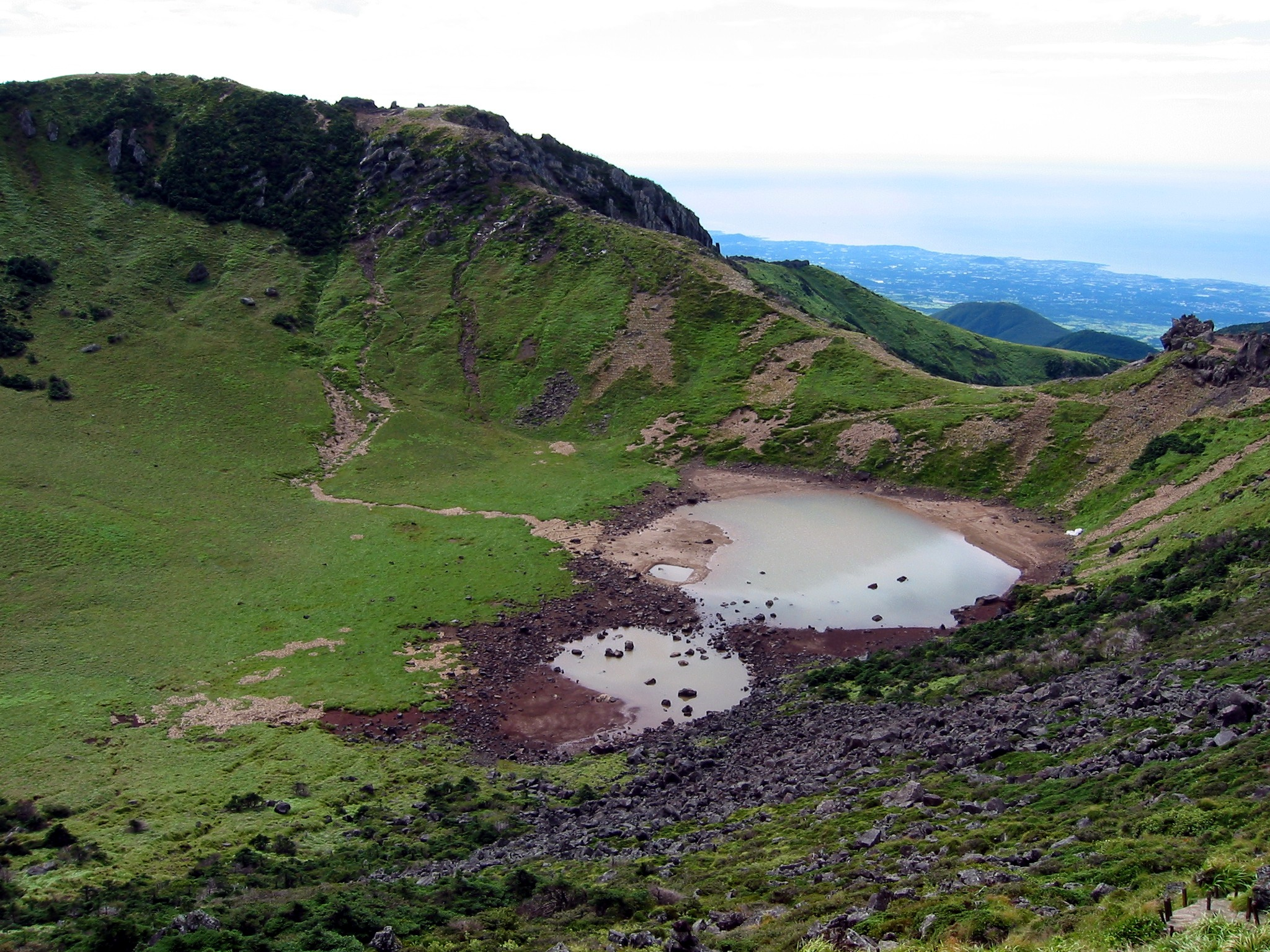
漢拏山山頂火山口
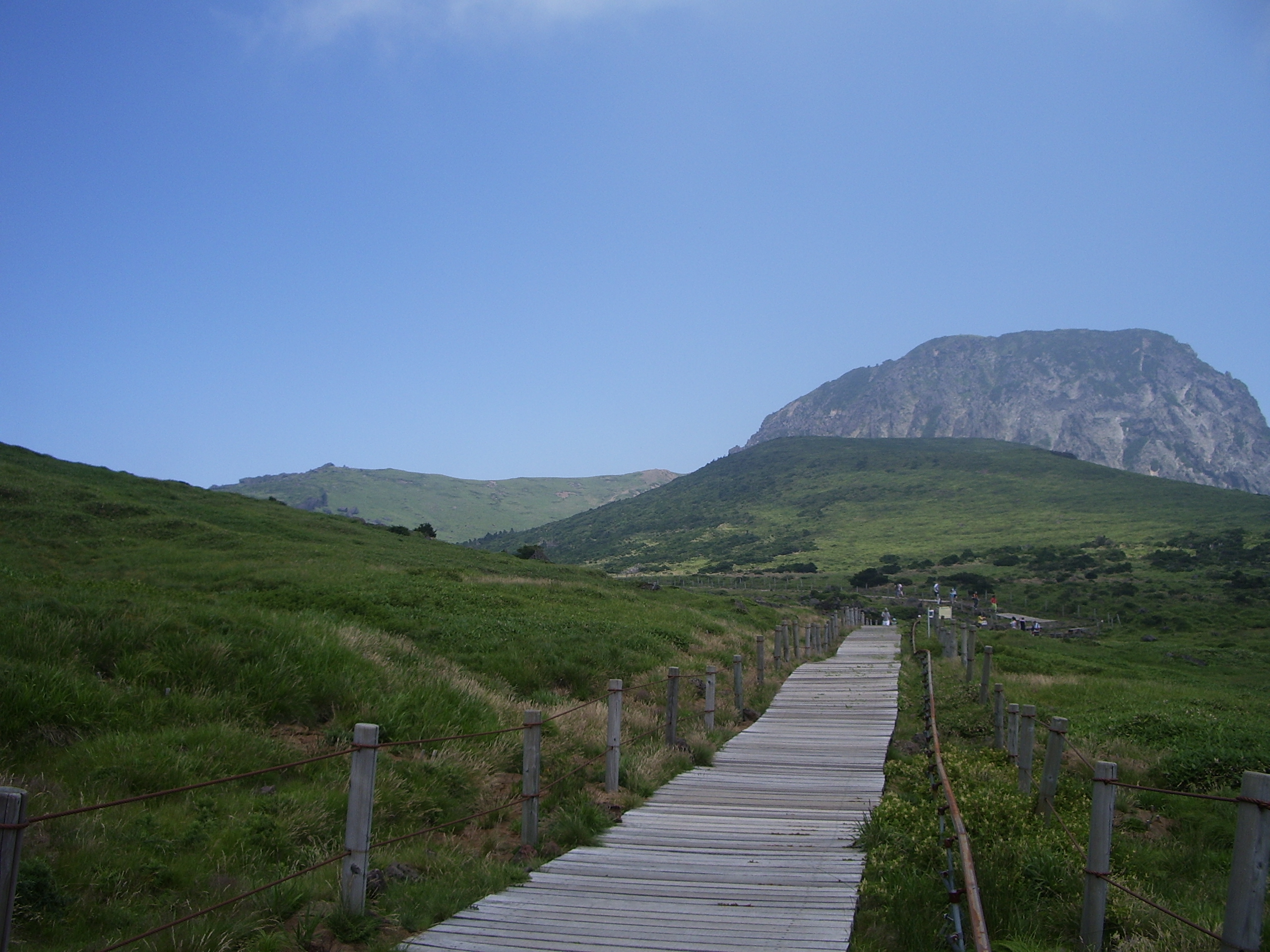
漢拏山山腳登山步道
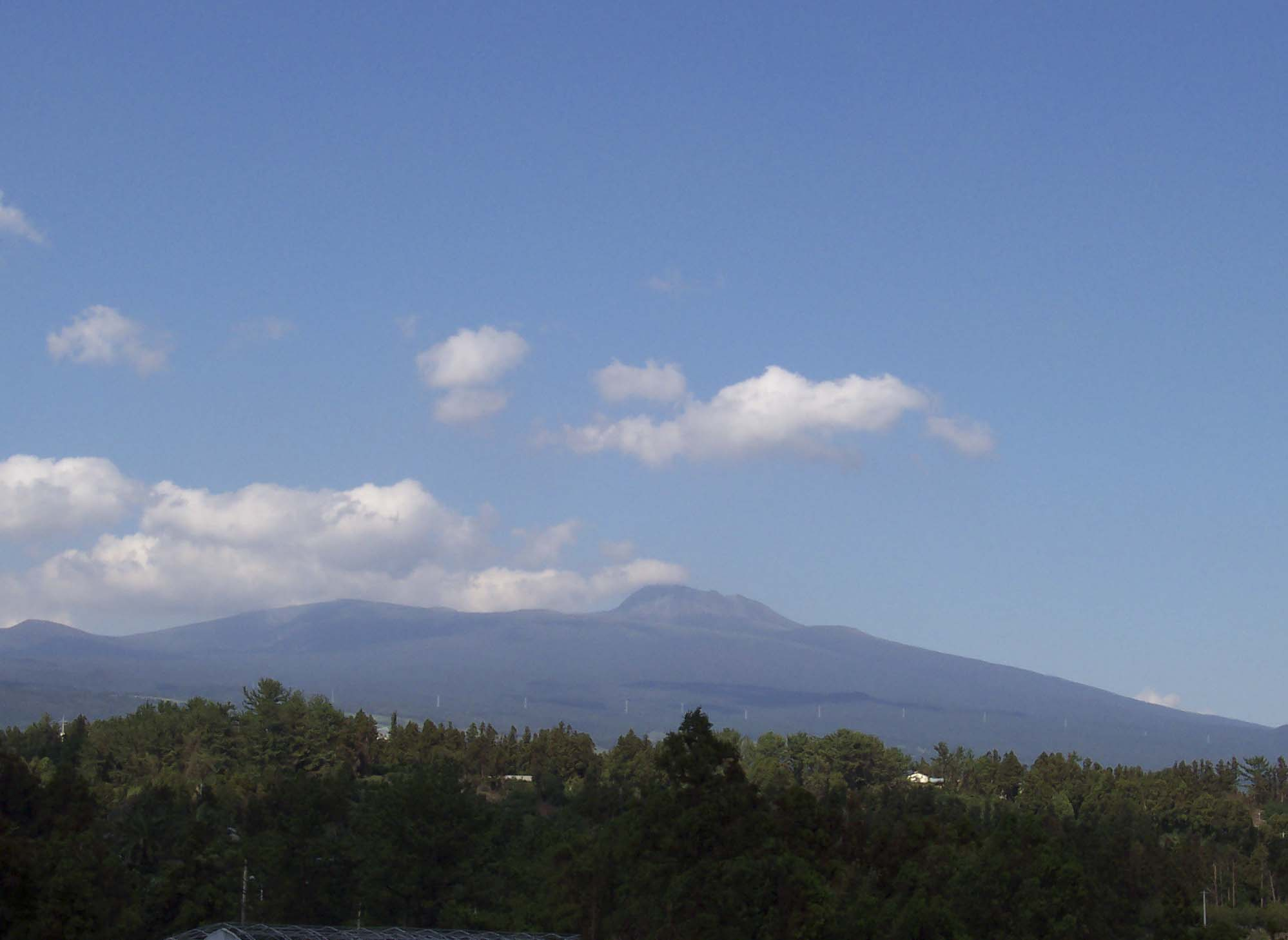
漢拏山远观